# 大槻奈那
大槻 奈那（おおつき なな、1964年9月17日 - ）は、日本の金融アナリスト。名商大ビジネススクール教授、ピクテ・ジャパン シニア・フェロー。一橋大学理事。住友商事取締役、東京海上ホールディングス監査役。

## 経歴・人物
茨城県古河市生まれ。
1988年、東京大学文学部卒業。
1997年、ロンドン・ビジネス・スクールでMBAを取得。
2018年から一橋大学大学院経営管理研究科博士課程で行動経済学などを専攻し、2022年、同大学から博士（経営学）の学位を取得。
三井信託銀行（現・三井住友信託銀行）、スタンダード&プアーズ、UBS証券、メリルリンチ日本証券などでリサーチ業務に従事。2016年1月、マネックス証券チーフ・アナリストになり、国内外の金融市場や海外の株式市場等を分析。名古屋商科大学大学院教授を務める。
マネックス証券専門役員。東京海上ホールディングス株式会社社外監査役。株式会社クレディセゾン社外取締役。持田製薬株式会社社外取締役。学校法人二松學舍評議委員・理事。NEXI日本貿易保険評価委員会委員。東京都公金運用会議メンバー等。規制改革推進会議の議長、財政制度等審議会の委員、預金保険機構の委員、ロンドン証券取引所グループの日本アドバイザーグループなどを務める。
2022年8月31日、マネックス証券を退社。9月1日付けでピクテ・ジャパンに移籍。同社シニア・フェローに就任した。2024年国家戦略特別区域諮問会議議員、住友商事取締役、一橋大学理事。
父は早稲田大学名誉教授の大槻義彦、兄は上智大学教授の大槻東巳。
共書に、「本当にわかる債券と金利」（日本実業出版社、2017年）、「リテール金融のイノベーション」（金融財政事情研究会、2013年）、「デットIR入門」（銀行研修社、2007年）などがある。